# Лична карта (албум)
Лична карта је трећи студијски албум српског поп-фолк певача Аце Лукаса, који је издат 1998. године за Vujin Trade Line AG.

## Списак песама
На албуму се налазе следеће песме:

## Обраде
- 1. Лична карта (оригинал: Anna Vissi - Trauma)
- 2. Неће мама доћи (оригинал: Kaiti Garbi – Perasmena Xehasmena)
- 3. Умри у самоћи (оригинал: Бата Здравковић - Умри у самоћи). Оригинална верзија песме Умри у самоћи је снимљена 1988. године. Ту песму је отпевао Братислав Бата Здравковић. После су је осим Лукаса препевали: Хакала, Ђани, Пеђа Меденица...